# Liste der Monuments historiques in Bouville (Essonne)
Die Liste der Monuments historiques in Bouville (Essonne) führt die Monuments historiques in der französischen Gemeinde Bouville auf.

## Liste der Bauwerke
| Bezeichnung            | Beschreibung | Standort | Kennzeichnung | Schutzstatus | Datum | Bild           |
| ---------------------- | ------------ | -------- | ------------- | ------------ | ----- | -------------- |
| Château de Farcheville | Schloss      | (Lage)   | PA00087830    | Classé       | 1948  | weitere Bilder |
| Kirche St-Martin       |              | (Lage)   | PA00087831    | Inscrit      | 1946  | weitere Bilder |

## Liste der Objekte
- Monuments historiques (Objekte) in Bouville (Essonne) der Base Palissy des französischen Kultusministeriums